# لیگ دسته یک والیبال زنان ایران ۱۳۷۵
لیگ دسته یک والیبال زنان ایران ۱۳۷۵ نهمین دوره مسابقات دسته یک والیبال بانوان کشور و بالاترین سطح والیبال باشگاهی بانوان در ایران است.
این دوره از بازی‌ها آبان‌ماه ۱۳۷۵ و با قهرمانی کاشی اصفهان به پایان رسید. تیم‌های کاشی اصفهان و استاندارد تهران مسابقه فینال این دوره از لیگ دسته یک والیبال زنان ایران را در سالن حجاب تهران برگزار کردند که در آن بازی تیم کاشی اصفهان توانست در ۵ ست و با نتیجه ۳ بر ۲ در مقابل استاندارد تهران به برتری برسد و مقام قهرمانی این دوره از لیگ را از آن خود کند. مسابقه رده‌بندی نیز بین دو تیم پیروزی تهران و منطقه یک شیراز برگزار شد که تیم پیروزی با پیروزی ۳ بر یک به مقام سومی لیگ دسته یک رسید. بدین ترتیب پس از قهرمانی تیم کاشی اصفهان، تیم‌های استاندارد تهران و پیروزی تهران به ترتیب دوم و سوم شدند.

## رده بندی پایانی
| رتبه | تیم             | صعود و سقوط |
| ---- | --------------- | ----------- |
| ۱    | کاشی اصفهان     |             |
| ۲    | استاندارد تهران |             |
| ۳    | پیروزی تهران    |             |
| ۴    | منطقه یک شیراز  |             |

## اعضای تیم قهرمان
اعضای تیم قهرمان کاشی اصفهان در این مسابقات، عبارتند از: حمیده حسینی، لیلا موتابیان، اعظم محمدی‌خواه، بهنوش شیبانی، سایه سرمد، نگین فرجاد تهرانی، آذر خزایی، زهره کاشفی، غزال سرشار، سمیرا ولی نژاد، آتوسا عظیم زاده و زهرا محمدی